# HD92499
HD92499 — хімічно пекулярна зоря спектрального класу A2, що має видиму зоряну величину в смузі V приблизно  8,9.
Вона  розташована на відстані близько 731,3 світлових років від Сонця.

## Пекулярний хімічний склад
Зоряна атмосфера HD92499 має підвищений вміст 
Cr
.